# Butch Johnson
Richard Andrew "Butch" Johnson (Worcester, 9 de janeiro de 1955 – 28 de maio de 2024) foi um arqueiro estadunidense, campeão olímpico.

## Carreira
Butch Johnson representou seu país nos Jogos Olímpicos de 1996, ganhou a medalha de ouro na modalidade por equipes em 1996 e foi bronze em 2000. 

## Morte
Johnson morreu no dia 28 de maio de 2024, aos 69 anos.